# Pliohiràcids
Els pliohiràcids (Pliohyracidae) són una família extinta de damans que visqueren al Vell Món des de l'Eocè inferior fins al Pliocè superior, fa entre 2,6 i 55,8 milions d'anys. Se n'han trobat restes fòssils a l'Afganistan, Algèria, Angola, l'Aràbia Saudita, Egipte, Espanya, Etiòpia, França, Geòrgia, Grècia, Kenya, Líbia, Mali, Oman, el Tadjikistan, Turquia, Uganda i la Xina. Eren parcialment arborícoles. Tot i que la majoria dels seus representants eren petits, n'hi havia que atenyien la mida d'un cavall menut i, en general, presenten una tendència evolutiva cap a una major grandària. Tenien una fórmula dental de {\displaystyle {\tfrac {3.1.4.3}{3.1.4.3}}}.